# 대니 잉스
다니엘 "대니" 윌리엄 존 잉스(영어: Daniel "Danny" William John Ings, 1992년 7월 23일~)은 잉글랜드의 축구 선수이다. 현재 소속팀은 프리미어리그에 소속되어 있는 웨스트햄 유나이티드이다.

## 수상 기록

### 클럽 수상
- 웨스트햄 유나이티드 FC (2023~ )
  - UEFA 유로파 컨퍼런스 리그: 2022-23

### 개인 수상
- PFA 올해의 팀 (EFL 챔피언십): 2013-14
- EFL 챔피언십 올해의 선수: 2013-14
- EFL 챔피언십 이달의 선수: 2013년 10월
- 사우스햄튼 FC 팬 선정 올해의 선수: 2019-20
- 프리미어 리그 이달의 골: 2021년 8월